# Tauikhabl
Tauikhabl - Тауйхабль (rus) - és un aül de la República d'Adiguèsia, a Rússia. Es troba prop de la vora meridional de l'embassament de Krasnodar, a 72 km al nord-oest de Maikop, la capital de la república.
Pertany al municipi de Djidjikhabl.